# Louis Joseph Wallart
Louis Joseph Wallart est un homme politique français né le 12 avril 1745 à Auxi-le-Château où il est mort le 2 octobre 1828.
Négociant, administrateur du département en 1790, il est député du Pas-de-Calais de 1791 à 1792, siégeant dans la majorité. Il est ensuite juge dans le Pas-de-Calais.

## Sources
- « Louis Joseph Wallart », dans Adolphe Robert et Gaston Cougny, Dictionnaire des parlementaires français, Edgar Bourloton, 1889-1891 [détail de l’édition]